# Cercle Sportif Don Bosco de Lubumbashi
O Cercle Sportif Don Bosco de Lubumbashi é um clube de futebol com sede em Lubumbashi, República Democrática do Congo. A equipe compete no Campeonato Nacional de Futebol da República Democrática do Congo.

## História
O clube foi fundado em 1948.